# Mike O’Malley

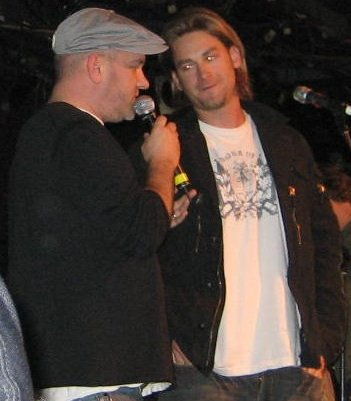
Mike O’Malley (links) mit dem Baseballprofi Bronson Arroyo auf einer Wohltätigkeitsveranstaltung 2008

Mike O’Malley (* 31. Oktober 1966 in Boston, Massachusetts) ist ein US-amerikanischer Schauspieler, Fernsehproduzent und Autor mehrerer Theaterstücke.

## Leben
Seine Schulausbildung schloss er 1988 an der University of New Hampshire im Fach Theaterwissenschaft ab, 2006 erhielt er dort die Ehrendoktorwürde. Neben mehreren kleineren Nebenrollen in Spielfilmen ist er im deutschsprachigen Raum vor allem als Darsteller in Fernsehserien bekannt. Auf seinem Drehbuch zum Theaterstück Searching for Certainty basiert der Film Certainty, der im September 2011 beim Boston Film Festival mehrere Preise gewann. Er ist auch Drehbuchautor und Fernsehproduzent der US-Fernsehserie Shameless.
O’Malley lebt mit seiner Frau Lisa und den drei Kindern in Los Angeles.

## Filmografie
Als Schauspieler
- 1996–1997: Alles Roger (Life with Roger, Fernsehserie, 20 Episoden)
- 1998: Deep Impact
- 1999: The Mike O’Malley Show
- 1999: Turbulenzen – und andere Katastrophen (Pushing Tin)
- 2000: 28 Tage (28 Days)
- 2000–2002: Baby Blues (Fernsehserie, 3 Episoden, Stimme von Darryl MacPherson)
- 2000–2006: Yes, Dear (Fernsehserie, 122 Episoden)
- 2005: The Perfect Man
- 2006–2009: My Name Is Earl (Fernsehserie, 14 Episoden)
- 2008: Mensch, Dave! (Meet Dave)
- 2008: Ein verlockendes Spiel (Leatherheads)
- 2008: My Own Worst Enemy (Fernsehserie, 9 Episoden)
- 2009–2015: Glee (Fernsehserie)
- 2010: Parenthood (Fernsehserie, 3 Episoden)
- 2010: Eat Pray Love
- 2012: So Undercover
- 2013: R.I.P.D.
- 2013: Welcome to the Family (Fernsehserie)
- 2014: Stephen King’s A Good Marriage (A Good Marriage)
- 2016: Sully
- 2019: Wayne (Webserie, 5 Episoden)[6]
- 2020–2022: Snowpiercer (Fernsehserie, 1 Episode)
- 2023: Abbott Elementary (Fernsehserie, 1 Episode)

Als Produzent
- 2011: Certainty
- 2011–2021: Shameless (Fernsehserie)

## Publikationen
- 2011 Three Years from Thirty, Mike O’Malley, Samuel French, englisch, ISBN 978-0573695971

## Auszeichnungen
- 2010: Auszeichnung mit dem Teen Choice Award in der Kategorie Parental Unit